# كريس كيلي (لاعب كرة قدم بريطاني)
كريس كيلي (بالإنجليزية: Chris Kelly)‏ (14 أكتوبر 1948 في المملكة المتحدة - ) هو لاعب كرة قدم بريطاني في مركز الهجوم. لعب مع نادي ميلوول ونادي ليذرهيد وTooting & Mitcham United F.C. ‏.